# Ligne de tramway D (TELB)
Pour les articles homonymes, voir Ligne D.
La ligne D est une ancienne ligne du tramway de Lille.

## Histoire
La ligne D ouverte en 1875 faisait partie du réseau originel de tramways à chevaux de Lille. Elle reliait la place de la gare à la porte de Postes par le parvis Saint-Maurice, la rue de Paris, la rue du Molinel, la place de la République, la rue d'Inkermann et la rue des Postes. Elle fut prolongée sur le réseau de tramways électriques jusqu'au faubourg des Postes. 
La ligne est supprimée le 5 juillet 1959, son tracé est repris par la ligne d'autobus G prolongée jusqu'à la Cité hospitalière